# منطقة مالسي-ا-ماده
منطقة مالسي-ا-ماده (بالألبانية: Rrethi i Malësi e Madhe) هي واحدة من ستة وثلاثين منطقة تقع في ألبانيا وهي جزء من مقاطعة شكودر.[بحاجة لمصدر]

## التقسيم الإداري
تقسم المنطقة لـ 6 تقسيمات فرعية منذ 2015:
| التقسيم الفرعي | المساحة    | السكان (إحصاء 2011) |
| -------------- | ---------- | ------------------- |
| جرويميري       | 113.7 كم²  | 8890 نسمة           |
| شكريل          | 297.2 كم²  | 3،520 نسمة          |
| كوبليك         | 9.3 كم²    | 3،734 نسمة          |
| قندير          | 46.72 كم²  | 4،740 نسمة          |
| كيلميند        | 384.5 كم²  | 3،056 نسمة          |
| كاسترات        | 128.70 كم² | 6883 نسمة           |

## أعلام
- اسكندر بروتشاي